# مستشفيات جامعة أسيوط
مستشفيات جامعة أسيوط تعتبر من أكبر المستشفيات الجامعية والعلاجية على علي مستوي مصر حيث قام بافتتاحها الرئيس محمد حسني مبارك عام 1987 ويبلغ عدد الأسرة الإجمالية للمستشفيات الجامعية قرابة ثلاثة آلاف سرير منها 92% أسرة مجاني و 8% أسرة علاج خاص واقتصادي وتعاقدات مع الهيئات الحكومية وغير الحكومية، يخصص العائد منها للصرف على احتياجات القسم المجاني والمرضى غير القادرين.

## المستشفيات

### المستشفي الجامعي الرئيسي
- تم إفتتاحها في عام 1987 وبها عدد 92 قسم إكلينيكي وعدد 49 وحدة متخصصة بطاقة 1864 سرير.

### مستشفي الأطفال الجامعي
أقيمت مستشفى الأطفال الجامعي على مساحة 7000 متر مربع وتتكون من بدروم وأرضى وخمس طوابق علوية متكررة بتكلفة إجمالية للمباني والإنشاءات بلغت 65 مليون وبسعة كلية تجاوز 762 سرير شاملة كافة التخصصات الطبية في شتى فروع طب الأطفال وجراحات الأطفال هي أول مستشفي تخصصي لطب الأطفال بصعيد مصر حيث تم إفتتاحها بتاريخ الأحد الموافق 25 يوليو 2004.
- 614 سرير علاج مجاني.
- 76 سرير علاج خاص.
- 38 سرير إستقبال (طوارئ).
- 33 سرير عناية المركزة ( مشغل فعليا 12 سرير).
- العيادات الخارجية وتشمل عدد 10 عيادات للتخصصات الدقيقة في شتى فروع طب الأطفال وعدد 4 عيادات عامة لطب الأطفال.

### مستشفي صحة المرأة
وتتكون المستشفي من: 
|                             | عدد الأسرة المجاني | عدد الأسرة الاقتصادي | اجمالي |
| النساء والتوليد             | 245                | 31                   | 276    |
| رعاية مركزة                 | 15                 | -                    | 15     |
| افاقة                       | 27                 | -                    | 27     |
| استقبال الطوارىء            | 13                 | -                    | 13     |
| الاجمالى على مستوى المستشفى | 300                | 31                   | 331    |

### مستشفي الراجحي للكبد
- المستشفى تعد أكبر صرح طبى وأول مستشفى بالصعيد لمرضى الكبد، وقد ساهم في إنشائها مؤسسة الراجحى بالسعودية بمبلغ 52 مليون جنيه ومؤسسة مصر الخير بأربعة ملايين جنيه وساهمت الدولة بـنحو 60 مليون جنيه بإجمالى قدره 130 مليون جنيه، وتم افتتاح مستشفى الراجحى الجامعى للكبد يوم الأربعاء 13 يونيه 2012 واشتغل تجريبيًا في عام 2013، وبدء العمل الحقيقي به في عام 2014. وتم تشغيلها على ثلاثة مراحل بدء من الجراحات الصغيرة ونهاية بزرع الكبد .[3]
- السعة السريرية للمستشفي هي 198 سرير و6 عيادات خارجية ووحدة الإستقبال تتميز بان جميع حجرات المرضى المجانية مكيفة الهواء. كما تضم وحدة مناظير حديثة لإجراء جميع مناظير الجهاز الهضمي التشخيصية والعلاجية.
- وحدة العنايات الخاصة و تشمل 12 سرير للعناية المركزة و 18 سرير للعناية المتوسطة مجهزة بأحدث الإمكانيات الطبية.

### مستشفى جراحة المسالك والكلى
- مستشفى جراحة المسالك والكلى هي مستشفى متخصصة في جراحات المسالك البولية في صعيد مصر، افتتحت مستشفى المسالك عام 2013 لتوفير الرعاية الطبية والتمريضية اللازمتين لمرضى المسالك البولية.[4]

### مستشفي الامراض العصبية والنفسية
- تقديم رعاية صحية متكاملة لمرضى العصبية والنفسية وجراحة المخ والأعصاب على كافة مستوياتها (الأولية والثانوية والتخصصية) من خلال 385 سرير علاجي وخمس غرف عمليات ووحدتين للعناية المركزة.

### مستشفي الأورمان الجامعي للقلب
- يعتبر مستشفى الأورمان الجامعى بجامعة أسيوط أكبر مستشفى متخصص في صعيد مصر في أمراض القلب والأوعية الدموية وجراحات القلب بمختلف أنواعها ويتكون المستشفى من جناحين كل جناح يحتوى على ثمانية طوابق بإجمالى مساحة 3400 م2 ويهدف المستشفى إلى تقديم كافة الخدمات الطبية والجراحية لمرضى القلب في صعيد مصر.[1]

### مستشفي أسيوط الجديدة الجامعي
- تتكون المستشفى من جناح للعيادات الخارجية وجناح للطوارئ وخمسة غرف للعمليات - كما جهزت المستشفى بشبكة داخلية لميكنة المستشفى تربط كل وحدة فيها بالكمبيوتر وشبكة مراقبة بالكاميرات وكذلك شبكة للغازات الطبية وشبكة للتكييف المركزي بالإضافة إلى مباني ملحقه بالمستشفى (مبنى الإسعاف- ساحة انتظار للسيارات). بلغت طاقة المستشفى نحو 72 سرير وجهزت المستشفى بفريق عمل جامعي يضم أطقم طبية وتمريض وفنيين وذلك في تخصصات الباطنة والأطفال والجراحة والعظام والنساء والأسنان والأشعة والتحاليل.[2]

### مستشفى الإصابات والطوارئ
- مستشفى الإصابات والطوارئ التابع لمستشفيات جامعة أسيوط تبلغ مساحتها 3200 م مربع وتشغل 8 طوابق وتضم نحو 600 سرير و10 غرفة عمليات و16 سرير عناية مركزة، ومتوقع أن تخدم 50 ألف مصاب خلال عام 2036.[5][6][7]
- في 07 نوفمبر 2021، أعلن رئيس جامعة أسيوط، بدء تشغيل مستشفى الإصابات الجامعي الجديد، وافتتاح العيادات الخارجية بالمستشفى، ضمن المرحلة الأولى من تشغيل المستشفى من أجل تقديم الرعاية الطبية اللازمة لأهالى المحافظة.[8][9]

### مستشفي الأورام 2020
- في 25 نوفمبر 2021، شارك محافظ أسيوط مع رئيس جامعة أسيوط إطلاق العمل في تنفيذ مشروع إنشاء مستشفى 2020 الجامعي لعلاج للأورام بالمجان.[10]
- المستشفي تقع علي مساحة 10 آلاف متر مربع بأرض البيسرى المقابلة للجامعة لخدمة أكثر من 40 ألف مريض من مرضى الأورام، المشروع من المقرر تنفيذه على 3 مراحل تدريجية خلال 36 شهر طبقا للمراحل العلاجية للمرضى الأورام.[11]
- تتكون المستشفي من بدروم وأرضى و 9 أدوار  بمسطحات  أجمالية 90 إلف متر بطاقة أستعابية 450 سرير شاملة كافة الخدمات لعلاج الأورام  و تشمل المرحلة الأولى الانتهاء من العيادات والعلاج الكيماوي والصيدلة الإكلينيكية والاستقبال والجهاز الإداري وتشمل المرحلة الثانية العلاج الاشعاعى والأشعة التشخيصية والمعامل و العمليات الصغرى والمناظير و العمليات الصغرى والطوارئ، أما المرحلة الثالثة فتتضمن الانتهاء من تجهيز 10 غرف عمليات و 300 سرير وعنايات مركزة متخصصة للأطفال وفق أحدث النظم الطبية، كما يتضمن كذلك إنشاء وحدة طبية لتقديم الكشف المبكر عن الإصابة بالسرطان وتقديم خدمات التوعية للمواطنين للوقاية من الإصابة به والذي سوف يتولى عمل الفحوصات الطبية والمسحات الدورية للمواطنين بالإضافة إلى إنشاء مركز بحثي متخصص في إجراء دراسات وأبحاث متخصصة في مجالات الأورام المختلفة وكذلك وحدة متكاملة لحيوانات التجارب الدوائية وبنوك للجينات المتعلقة بالخلايا الجذعية.[12]

## العيادات الخارجية
تستقبل العيادات الخارجية حوالي مليون مريض سنوياً من جميع محافظات صعيد مصر من بني سويف شمالاً وحتى أسوان وحلايب وشلاتين جنوباً بالإضافة إلى مرضى محافظات الوادي الجديد والبحر الأحمر ولا يقتصر دور المستشفيات الجامعية على النواحي التعليمية والعلاجية ولكن امتد دورها الإقليمي في خدمة المجتمع وتنمية البيئة فقد شاركت مستشفيات جامعة أسيوط في وضع إستراتيجية لتنمية محافظة أسيوط في مجال الشئون الوقائية والصحية حتى عام 2022م موزعة على أربع خطط خمسية.

## دور المستشفيات الجامعية
- تستقبل المستشفيات الجامعية عدد 180 ألف مريض طوارئ سنويا تستقبلها أقسام الطوارئ والحوادث.
- تضم المستشفيات الجامعية عدد 56 حجرة عمليات مجهزة وعدد 187 سرير رعاية حرجة وأسرة لألطفال المبتسرين ويتم إجراء 240 عملية جراحية يومياً منها 100 عملية جراحية كبر ى وذات مهارة خاصة و140 عملية متوسطة وصغر ى.
- يبلغ عدد أعضاء هيئة التدريس بالأقسام الإكلينيكية 540 عضو إضافة إلي 240 مدرس مساعد، الأطباء المقيمين 499 والتمريض 2400،عمال خدمات 1600 1200 إداري 350 مهندس وفني وعامل صيانة بإجمالي 6829.

## روابط خارجية
- http://www.aun.edu.eg/env_sector/books/hospitals.pdf نسخة محفوظة 15 مايو 2021 على موقع واي باك مشين.
- http://www.aun.edu.eg/hospitals/